# Pęchratka Polska
Pęchratka Polska – wieś w Polsce położona w województwie podlaskim, w powiecie zambrowskim, w gminie Szumowo.
| SIMC    | Nazwa             | Rodzaj    |
| ------- | ----------------- | --------- |
| 0407948 | Pęchratka-Parcele | część wsi |

Wierni kościoła rzymskokatolickiego należą do parafii Najświętszej Maryi Panny Częstochowskiej w Szumowie.

## Historia
W latach 1921–1939 wieś i folwark leżał w województwie białostockim, w powiecie łomżyńskim, w gminie Szumowo.
Według Powszechnego Spisu Ludności z 1921 roku zamieszkiwało:
- wieś – 433 osoby, 428 było wyznania rzymskokatolickiego, 5 ewangelickiego. Jednocześnie wszyscy mieszkańcy zadeklarowali polską przynależność narodową. Było tu 58 budynków mieszkalnych
- folwark – 50 osób w 4 budynkach mieszkalnych[7].

Miejscowość należała do parafii rzymskokatolickiej w Szumowie. Podlegała pod Sąd Grodzki w Zambrowie i Okręgowy w Łomży; właściwy urząd pocztowy mieścił się w Szumowie.
W wyniku napaści ZSRR na Polskę we wrześniu 1939 miejscowość znalazła się pod okupacją sowiecką. Od czerwca 1941 roku pod okupacją niemiecką. Od 22 lipca 1941 do 1945 włączona w skład Landkreis Lomscha, Bezirk Bialystok III Rzeszy. W pobliżu wsi przebiegała Linia Mołotowa (Zambrowski Rejon Umocniony). Do dziś zachowały się schrony, rozsiane w okolicznych lasach. W latach 1975–1998 miejscowość administracyjnie należała do województwa łomżyńskiego.

## Urodzeni we wsi
- Bolesław Podedworny – polski rolnik i polityk